# راجيف إل. غوبتا
راجيف إل. غوبتا (بالإنجليزية: Raj Gupta)‏ هو شخصية أعمال أمريكي، ولد في 23 ديسمبر 1945 في مظفر نگر ‏ في الهند.

## وصلات خارجية
- راجيف إل. غوبتا على موقع إن إن دي بي (الإنجليزية)